# Плавання на Чемпіонаті світу з водних видів спорту 2015 — естафета 4x100 метрів комплексом (жінки)
Змагання з плавання в естафеті 4x100 метрів комплексом серед жінок на Чемпіонаті світу з водних видів спорту 2015 відбулись 9 серпня і складались з попередніх запливів та фіналу.

## Рекорди
Станом на 9 серпня 2015 світовий рекорд і рекорд чемпіонатів світу були такими:
| Світовий рекорд          | США | 3:52.05 | Лондон, Велика Британія | 4 серпня 2012 |
| Рекорд чемпіонатів світу | КНР | 3:52.19 | Рим, Італія             | 1 серпня 2009 |

## Результати

### Попередні запливи
Початок запливів о 10:48.
| Місце | Заплив | Доріжка | Країна          | Плавчині | Час       | Примітки |
| ----- | ------ | ------- | --------------- | --- | --------- | -------- |
| 1     | 1      | 7       | Китай           | Фу Юаньхуей (59.24) Ши Цзінлінь (1:06.35) Чень Сіньї (57.42) Цю Юйхань (54.03)                                                  | 3:57.04   | Q        |
| 2     | 2      | 4       | США             | Кетлін Бейкер (59.98) Міка Лоуренс (1:07.10) Кенділ Стюарт (56.86) Марго Гір (53.18)                                            | 3:57.12   | Q        |
| 3     | 1      | 6       | Швеція          | Мішель Колеман (1:00.55) Дженні Юханссон (1:06.20) Сара Шестрем (56.10) Луїза Ханссон (54.44)                                   | 3:57.29   | Q        |
| 4     | 3      | 6       | Австралія       | Медісон Вілсон (59.56) Лорна Тонкс (1:07.34) Меделін Гровз (58.18) Мелані Райт (52.87)                                          | 3:57.95   | Q        |
| 5     | 3      | 5       | Данія           | Мія Нільсен (59.67) Рікке Меллер Педерсен (1:07.19) Джанетт Оттесен (57.37) Пернілла Блуме (54.15)                              | 3:58.38   | Q        |
| 6     | 2      | 1       | Канада          | Домінік Бушар (1:00.39) Рейчел Ніколь (1:07.01) Ноемі Томас (57.55) Сандрін Менвіль (54.07)                                     | 3:59.02   | Q        |
| 7     | 1      | 2       | Велика Британія | Лорен Еліс Квіглі (1:00.38) Шівон Марі О'Коннор (1:06.75) Рейчел Келлі (57.89) Ребекка Тернер (55.00)                           | 4:00.02   | Q        |
| 8     | 3      | 3       | Японія          | Саяка Акасе (1:01.55) Канако Ватанабе (1:07.07) Нацумі Хосі (57.93) Міккі Утіда (53.88)                                         | 4:00.43   | Q        |
| 9     | 3      | 1       | Італія          | Елена Джемо (1:01.21) Аріанна Кастіньліоні (1:06.93) Іларія Біанкі (58.25) Еріка Ферраіолі (54.53)                              | 4:00.92   |          |
| 10    | 2      | 7       | Росія           | Дарія Устінова (1:00.13) Віталіна Сімонова (1:07.14) Наталія Ловцова (59.39) Вероніка Попова (54.46)                            | 4:01.12   |          |
| 11    | 3      | 0       | Німеччина       | Ліза Граф (1:01.19) Ванесса Грінберг (1:07.71) Александра Венк (57.87) Анніка Брун (54.63)                                      | 4:01.40   |          |
| 12    | 2      | 3       | Франція         | Беріль Гастальделло (1:00.60) Шарлотт Бонне (1:09.08) Марі Ваттель (57.77) Анна Сантаманс (54.68)                               | 4:02.13   |          |
| 13    | 2      | 0       | Фінляндія       | Мімоза Джаллоу (1:00.64) NR Єнна Лаукканен (1:07.10) Емілія Піккарайнен (59.47) Ханна-Марія Сеппяля (55.09)                     | 4:02.30   | NR       |
| 14    | 2      | 2       | Бразилія        | Етьєн Медейрос (1:01.25) Женніфер Консейсау (1:09.28) Дайнара де Паула (58.54) Ларісса Олівейра (54.17)                         | 4:03.24   |          |
| 15    | 1      | 5       | Чехія           | Сімона Баумртова (1:00.88) Петра Хоцова (1:07.80) Лусі Свецена (59.96) Анна Коларжова (54.80)                                   | 4:03.44   | NR       |
| 16    | 3      | 9       | Іспанія         | Дуане да Роча Марке (1:01.63) Хессіка Валь (1:07.30) Юдіт Ігнасіо (59.15) Мелані Коста (55.83)                                  | 4:03.91   |          |
| 17    | 1      | 4       | Греція          | Теодора Драку (1:01.35) Айкатеріні Саракацані (1:08.80) Анна Нтунтунакі (58.49) Теодора Гіарені (55.65)                         | 4:04.29   | NR       |
| 18    | 1      | 3       | Польща          | Аліція Тхож (1:00.88) Домініка Штандера (1:09.26) Анна Довгірт (59.91) Катажина Вілк (54.38)                                    | 4:04.43   | NR       |
| 18    | 2      | 5       | Ісландія        | Ейглоу Оуск Густафсдоуттір (1:00.42) Храфнхільдур Лютерсдоттір (1:06.99) Йоханна Густафсдоттір (1:01.88) Бріндіс Хансен (55.14) | 4:04.43   | NR       |
| 20    | 3      | 7       | Гонконг         | Хой Шун Стефані Ау (1:00.95) NR Шівон Хогі (1:08.70) Си Хан'юй (59.60) Камілла Чен (55.29)                                      | 4:04.54   |          |
| 21    | 3      | 8       | Туреччина       | Халіме Зелал Зерен (1:03.21) Вікторія Зейнеп Гюнеш (1:06.99) Гізем Бозкурт (1:00.94) Катерина Аврамова (55.20)                  | 4:06.34   | NR       |
| 22    | 3      | 2       | Венесуела       | Хесерік Пінто (1:04.66) Мерседес Толедо (1:10.06) Ісабелья Паес (1:00.57) Арлен Іраді Семеко Арісманді (56.45)                  | 4:11.74   | NR       |
| 23    | 2      | 6       | Сінгапур        | Цюань Тін Вень (1:05.26) Саманта Луїза Джинн Єо (1:11.24) Маріна Чань (1:02.36) Аманда Лім (58.40)                              | 4:17.26   |          |
| 24    | 2      | 8       | Мексика         | Лурдес Вільясеньор (1:05.34) Даніела Каррільйо (1:10.55) Шаро Родрігес (1:03.41) Монтсеррат Ортуньйо (59.85)                    | 4:19.15   |          |
| 25    | 2      | 9       | Молдова         | Тетяна Перстньова (1:04.57) Тетяна Кішка (1:12.61) Александра Виниченко (1:08.45) Міхаела Бат (1:00.92)                         | 4:26.55   |          |
| 26    | 3      | 4       | Нідерланди      | Шарон ван Роувендаал Монік Нейхейс Інге Деккер Фемке Гемскерк                                                                   | 9:99.99 ! | DNS      |

### Фінал

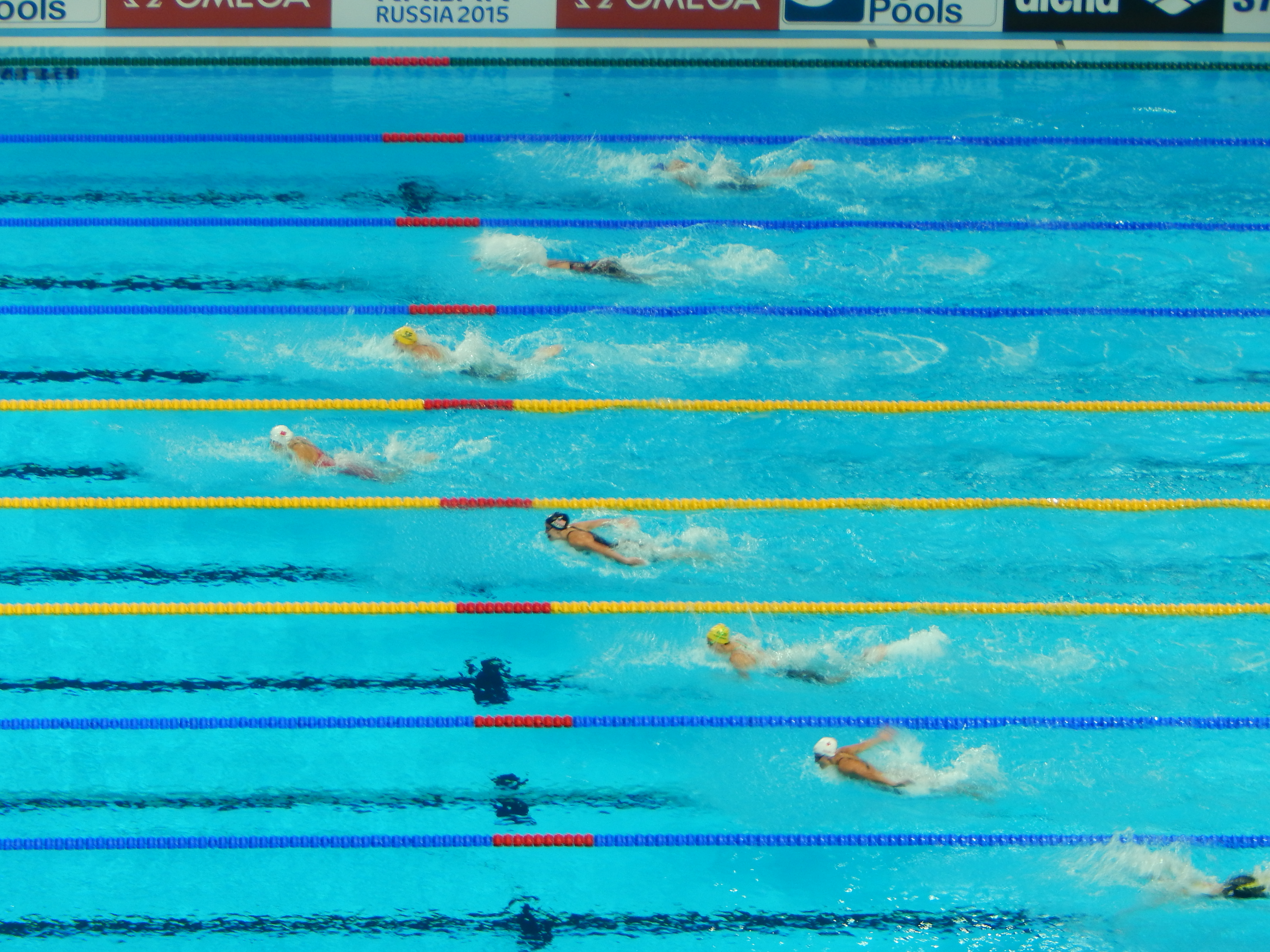

Фінал відбувся о 19:25.
| Місце | Доріжка | Країна          | Плавчині                                                                                           | Час       | Примітки |
| ----- | ------- | --------------- | -------------------------------------------------------------------------------------------------- | --------- | -------- |
| 1     | 4       | Китай           | Фу Юаньхуей (59.29) Ши Цзінлінь (1:05.56) Лу Ін (56.56) Шень Дуо (53.00)                           | 3:54.41   |          |
| 2     | 3       | Швеція          | Мішель Колеман (1:00.74) Дженні Юханссон (1:05.63) Сара Шестрем (55.28) Луїза Ханссон (53.59)      | 3:55.24   | EU       |
| 3     | 6       | Австралія       | Емілі Сібом (58.81) Тейлор Маккіоун (1:07.38) Емма Маккеон (57.59) Бронте Кемпбелл (51.78)         | 3:55.56   |          |
| 4     | 5       | США             | Міссі Франклін (59.81) Джессіка Гарді (1:06.32) Кенділ Стюарт (57.24) Сімоне Мануель (53.39)       | 3:56.76   |          |
| 5     | 2       | Данія           | Мія Нільсен (59.47) Рікке Меллер Педерсен (1:07.17) Джанетт Оттесен (56.50) Пернілла Блуме (54.47) | 3:57.61   |          |
| 6     | 7       | Канада          | Домінік Бушар (59.80) Рейчел Ніколь (1:07.00) Кетрін Савард (57.28) Сандрін Менвіль (53.88)        | 3:57.96   |          |
| 7     | 1       | Велика Британія | Лорен Еліс Квіглі (59.84) Шівон Марі О'Коннор Рейчел Келлі Франческа Холсолл                       | 9:99.99 ! | DSQ      |
| 7     | 8       | Японія          | Саяка Акасе (1:00.88) Канако Ватанабе Нацумі Хосі Міккі Утіда                                      | 9:99.99 ! | DSQ      |